# Almesbrunn Berg
Almesbrunn Berg är ett berg i Österrike.   Det ligger i distriktet Wiener Neustadt-Land och förbundslandet Niederösterreich, i den östra delen av landet, 50 kilometer sydväst om huvudstaden Wien. Toppen på Almesbrunn Berg är 1 068 meter över havet, eller 170 meter över den omgivande terrängen. Bredden vid basen är 2,5 km.
Terrängen runt Almesbrunn Berg är huvudsakligen kuperad. Närmaste större samhälle är Berndorf, 14,2 kilometer öster om Almesbrunn Berg. 
I omgivningarna runt Almesbrunn Berg växer i huvudsak barrskog. Runt Almesbrunn Berg är det ganska tätbefolkat, med 75 invånare per kvadratkilometer.